# Pallacanestro in carrozzina ai VII Giochi paralimpici estivi
Per la pallacanestro in carrozzina ai Giochi paralimpici estivi di New York 1984 furono disputati i due tornei maschile e femminile.

## Medagliere
| Pos.   | Nazione        |   |   |   | Totale |
| ------ | -------------- | - | - | - | ------ |
| 1      | Francia        | 1 | 0 | 0 | 1      |
|        | Germania Ovest | 1 | 0 | 0 | 1      |
| 3      | Paesi Bassi    | 0 | 1 | 0 | 1      |
|        | Israele        | 0 | 1 | 0 | 1      |
| 5      | Svezia         | 0 | 0 | 1 | 1      |
|        | Giappone       | 0 | 0 | 1 | 1      |
| Totale | Totale         | 2 | 2 | 2 | 6      |

## Risultati
| Competizione     | Oro            | Argento     | Bronzo   |
| ---------------- | -------------- | ----------- | -------- |
| Torneo maschile  | Francia        | Paesi Bassi | Svezia   |
| Torneo femminile | Germania Ovest | Israele     | Giappone |